# Lijst van Eerste Kamerleden voor de SP
Een overzicht van alle Eerste Kamerleden voor de Socialistische Partij (SP).
| Eerste Kamerlid        | Begindatum       | Einddatum        |
| ---------------------- | ---------------- | ---------------- |
| Lies van Aelst         | 13 februari 2024 |                  |
| Bastiaan van Apeldoorn | 9 juni 2015      |                  |
| Hans-Martin Don        | 9 juni 2015      | 10 juni 2019     |
| Tuur Elzinga           | 12 juni 2007     | 1 oktober 2016   |
| Arda Gerkens           | 14 mei 2013      | 12 juni 2023     |
| Sineke ten Horn        | 12 juni 2007     | 7 juni 2011      |
| Rik Janssen            | 11 juni 2019     |                  |
| Frank Köhler           | 9 juni 2015      | 10 juni 2019     |
| Tiny Kox               | 10 juni 2003     | 12 februari 2024 |
| Erik Meijer            | 2 juli 2014      | 9 juni 2015      |
| Meta Meijer            | 9 juni 2015      | 10 juni 2019     |
| Anja Meulenbelt        | 10 juni 2003     | 7 juni 2011      |
| Henk Overbeek          | 4 oktober 2016   | 10 juni 2019     |
| Paul Peters            | 12 juni 2007     | 7 juni 2011      |
| Nanneke Quik-Schuijt   | 12 juni 2007     | 9 juni 2015      |
| Ronald van Raak        | 10 juni 2003     | 29 november 2006 |
| Geert Reuten           | 12 juni 2007     | 9 juni 2015      |
| Geert Reuten           | 26 juni 2018     | 10 juni 2019     |
| Bob Ruers              | 19 mei 1999      | 9 juni 2003      |
| Bob Ruers              | 12 december 2006 | 12 juni 2007     |
| Bob Ruers              | 7 juni 2011      | 20 juni 2018     |
| Bob Ruers              | 5 februari 2019  | 10 juni 2019     |
| Kees Slager            | 12 juni 2007     | 7 juni 2011      |
| Tineke Slagter         | 10 juni 2003     | 9 juni 2015      |
| Eric Smaling           | 12 juni 2007     | 13 mei 2013      |
| Arjan Vliegenthart     | 12 juni 2007     | 2 juli 2014      |
| Driek van Vugt         | 8 juni 1999      | 9 juni 2003      |
| Anneke Wezel           | 9 juni 2015      | 1 februari 2019  |
| Jan de Wit             | 13 juni 1995     | 18 mei 1999      |
| Düzgün Yildirim        | 12 juni 2007     | 7 september 2007 |